# Pieter Mulier mladší
Pieter Mulier mladší  také Pieter Mulier II. či Cavalier Pietro Tempesta (1637, Haarlem – 29. června 1710, byl nizozemský malíř krajinář.

## Životopis
Pieter Mulier se narodil v Haarlemu. Naučil se malovat od svého otce Pietera Muliera staršího. Odcestoval do Itálie, kde v letech 1656 až 1670 pracoval v Římě, v letech 1670 až 1684 v Janově a v severní Itálii. Mezi jeho žáky byli Carlo Antonio Tavella a Pietro Cignaroli (aktivní 1716 v Miláně). Je známý jako malíř italské krajiny ve stylu Thomase Wijcka.

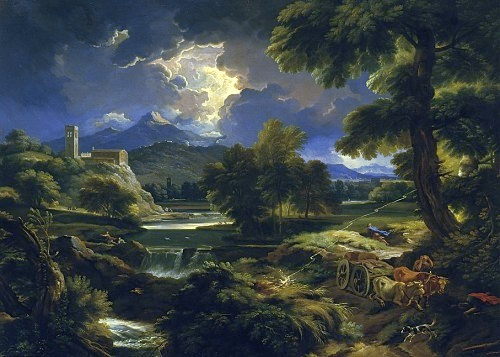
Italská loď v bouři, Národní muzeum ve Varšavě

## Pobyt v Itálii
Podle Arnolda Houbrakena Pieter Mulier II. zvaný Tempeest byl synem Pietera de Molyn, ne Pietera Muliera staršího. Maloval celkem slušně, už když jako mladý odcestoval do Říma. Zde se stal členem uměleckého spolku Bentvueghels a dostal přezdívku Tempeest. Malíř Isaac de Moucheron, který žil také v Římě a ve spolku Bentvueghels měl přezdívku Ordenantie (Objednávka), ho v roce 1697 pokládal za padesátiletého. Pieter Mulier se specializoval na obrázky krajin či lovecké scény ve stylu Franse Snyderse. V Janově byl 16 let vězněn za zabití své ženy. Ve vězení ho navštívil Jan Visser, malíř známý v Bentvueghels pod přezdívkou Slempop. Když Francouzi v roce 1684 na město stříleli z děl, dostal se na svobodu a uprchl do Parmy, kde se dožil vysokého věku. V té době musel při malování používat dvoje brýle, nasazené jedny na druhé.